# والاس شاون
والاس شاون (به انگلیسی: Wallace Shawn) (زاده ۱۹۴۳-) نمایشنامه نویس و بازیگر آمریکایی است.

## گزیده فیلم‌شناسی
فهرست برخی از فیلم‌هایی که والاس شاون در آنها به ایفای نقش پرداخته‌است:
- منهتن
- اینطور چیزها
- شروع دوباره
- سیمون
- شهر آتلانتیک
- کرکرها
- هتل نیوهمپشایر
- بوستونی‌ها
- عروس شاهزاده
- روزگار رادیو
- ما فرشته نیستیم
- سایه‌ها و مه
- خانم پارکر و محفل شرور
- ناپلئون
- یه فیلم مسخره (صداپیشه)
- بی سرنخ
- پذیرش
- داستان اسباب‌بازی (صداپیشه)
- داستان اسباب‌بازی ۲ (صداپیشه)
- داستان اسباب‌بازی ۳ (صداپیشه)
- حبس خانگی
- شرکت هیولاها (صداپیشه)
- نفرین عقرب یشمی
- عمارت متروکه
- ملیندا و ملیندا
- شگفت‌انگیزان (صداپیشه)
- جوجه کوچولو (صداپیشه)
- کاپیتالیسم: یک داستان عاشقانه
- گربه‌ها و سگ‌ها: انتقام از کیتی گالور (صداپیشه)
- رکس پارتی جور کن (صداپیشه)
- سرقت از برج
- ریزه میزه (صداپیشه)
- طرح مگی
- یک کوارتت دیرهنگام
- وانیا در خیابان چهل و دوم
- پرایم گیگ
- خون‌آشام‌ها
- مراقبت‌های ویژه
- باشگاه گورستان
- مبارزه در بورلی هیلز
- تنها پسر زنده در نیویورک
- کیت کیترج: یک دختر آمریکایی
- دفتر مرکزی
- بچه دو صفر
- بیسکوییت باغ‌وحشی (صداپیشه)
- پاندای کونگ‌فوکار: افسانه‌های شگفت‌انگیز (صداپیشه)
- شیفت شب (مجموعه تلویزیونی)